# Evermodo de Ratzeburgo
Evermodo de Ratzeburgo (Condado de Henao, 1100-Ratzeburgo, 17 de febrero de 1178), fue un obispo germánico del siglo XII, formado por Norberto de Xanten, el fundador de los premostratenses, o norbertinos. Se le considera el primer obispo de Ratzeburgo, y ha sido llamado apóstol de los wendos. Es venerado como santo por la Iglesia Católica, y es conmemorado el 17 de febrero.

## Hagiografía
Evermodo nació en el Condado de Henao (en la actual Bélgica), en 1100. Con 20 años, en 1120, ingresó recién construido monasterio dirigido por Norberto de Magdeburgo, el Cappenberg, en Dortmund, luego de oír un sermón del abad. Se convirtió en uno de sus primeros alumnos y colaboradores cercanos, siendo también uno de los primeros norbertinos en ser formados, pues la orden fue creada en este año.
Posteriormente, en 1131, su superior le envió al recién fundado monasterio de Gottesgnaden en una isla en el Río Saale, en Calbe, al sur de Magdeburgo, donde Norberto, por cierto, también oficiaba como obispo. Allí, Evermodo ofició como preboste, o encargado de dirigir la comunidad. También ofició como Vicerrector y Provisor. Instalado en Magberburgo, Evermodo fundó otros cuatro monasterios premostratenses en Havelberg, Jerichow, Quedlinburg y Pöhlde.
Su cercanía con el abad Norberto fue tal que se afirma que pudo estar presente en la muerte de éste en 1134.
Fue elegido obispo por el duque sajón Enrique el León, en 1154, en la recién creada diócesis de Ratzeburgo. Se ganó el apelativo del "Apóstol de los wendos", por su labor evangelizadora de dicha comunidad. También se encargó de dirigir el nacimiento de la actual Ratzeburgo, y su catedral, obras que comenzó en 1165.
Falleció el 17 de febrero de 1178, probablemente a los 77 años. Su tumba se encuentra en la catedral de Ratzeburgo.